# John Carleton
John Porter Carleton (ur. 13 września 1899 w Hanoverze, zm. 21 stycznia 1977 w Manchesterze) – amerykański biegacz narciarski i kombinator norweski.

## Lata młodości i edukacja
Już od dzieciństwa jeździł na nartach. Ukończył Phillips Andover Academy, następnie rozpoczął naukę w Dartmouth College, gdzie był kapitanem uczelnianej drużyny narciarskiej. W 1922 zdobył stypendium Rhodes College, uprawniające go do uczęszczania na Uniwersytet Oksfordzki. Tam również pełnił funkcję kapitana drużyny narciarskiej. W 1923 wziął udział w dwóch Oxbridge Ski Races rozgrywanych w Szwajcarii. Z zawodu był prawnikiem.

## Kariera sportowa
W 1924 wystartował na igrzyskach olimpijskich. Dostał się na nie, gdyż przebywał w Europie (studiował na Uniwersytecie Oksfordzkim) i trenował w Chamonix. Był jedynym członkiem amerykańskiej kadry niemającym skandynawskiego pochodzenia. Został także wybrany trenerem reprezentacji olimpijskiej. Na igrzyskach został zgłoszony do biegów narciarskich na 18 i 50 km oraz indywidualnych zawodów w kombinacji norweskiej. W biegu na 18 km Carleton był 30. z czasem 1:45:49,8 s. Nie pojawił się jednak na starcie biegu na 50 km. W kombinacji norweskiej zajął 22. miejsce z notą 5,104 pkt.
11 kwietnia 1931 wraz z innym olimpijczykiem, Charlesem Proctorem (uczestnik igrzysk w 1928), wspiął się na lodowiec Tuckerman Ravine, a następnie z niego zjechał. Był to pierwszy w historii zjazd z tego lodowca.
Był jednym z pionierów narciarstwa alpejskiego w Stanach Zjednoczonych – w 1932 wziął udział w pierwszych w historii zawodach zjazdowych organizowanych przez Eastern Ski Association, które odbyły się na Mount Moosilauke. Niedługo potem przyczynił się do rozwoju tej dyscypliny, uzyskując od Civilian Conservation Corps pieniądze na wybudowanie 15 tras zjazdowych w New Hampshire.

## Kariera wojskowa
Był weteranem obu wojen światowych.

### Drukowana
- The New Enthusiasts. W: E. John B. Allen: From Skisport to Skiing: One Hundred Years of an American Sport, 1840-1940. Amherst: University of Massachusetts Press, 1993. ISBN 978-0-87023-844-4. (ang.).
- John Allen. Nordic Bows to Alpine: The Great Transformation of American Skiing. „Skiing Heritage Journal”. 15 (4), s. 18-22, 2003-12. International Skiing History Association. ISSN 1082-2895. (ang.).
- Chronology of Local Ski History. W: Tom Eastman: The History of Cranmore Mountain. Charleston: The History Press, 2012. ISBN 978-1-60949-910-5.
- Charles E. Fay: Appalachia. T. 44. Appalachian Mountain Club, 1982. (ang.).

### Internetowa
- John Carleton. sports-reference.com. [dostęp 2014-03-02]. [zarchiwizowane z tego adresu (2012-11-10)]. (ang.).
- John P. Carleton. skihall.com. [dostęp 2014-03-02]. (ang.).